# Stanwix Rural
Stanwix Rural – civil parish w Anglii, w Kumbrii, w dystrykcie (unitary authority) Cumberland. W granicach civil parish leżą także Brunstock, Crosby-on-Eden, Harker, Houghton, High Crosby, Linstock, Low Crosby, Rickerby, Tarraby i Whiteclosegate. W 2001 roku civil parish liczyła 3043 mieszkańców.